# Wilhelm Spicher
Wilhelm Spicher (* 20. August 1898 in Hückeswagen-Marke; † 1. August 1987 in Düsseldorf) war ein Politiker der KPD.

## Leben
Spicher machte eine Lehre als Werkzeugdreher und war später als Vertreter tätig. Bereits seit 1918 war er Mitglied einer freien Gewerkschaft und seit 1922 Mitglied der KPD. Zwischen 1922 und 1923 war Spicher Mitglied eines Betriebsrates. Außerdem war er von 1924 bis 1933 Stadtverordneter. Im Jahr 1932 war Spicher Mitglied des Reichstages.
In der Zeit des Nationalsozialismus wurde er zwischen 1933 und 1944 mehrfach verhaftet und saß in Zuchthäusern und Konzentrationslagern, unter anderem im Zuchthaus Lüttringhausen und im KZ Kemna. ein. Zwischen 1944 und 1945 tauchte Spicher unter.
Ab 1945 war er Kreis- und Landessekretär der KPD. Seit dieser Zeit war er erneut Stadtverordneter. Spicher war in der ersten Ernennungsperiode Mitglied des ernannten Landtages von Nordrhein-Westfalen. In den ersten gewählten Landtag zog er über die Landesliste ein.